# Rue de la Cambre
 (août 2025).
La rue de la Cambre (en néerlandais : Terkamerenstraat) est une rue bruxelloise de la commune de Woluwe-Saint-Pierre et Woluwe-Saint-Lambert qui va de la rue Sombre à un chemin sans issue sur une longueur totale de 1 500 mètres, en traversant de nombreux carrefours.

## Historique et description
L'origine du nom vient du chemin de La Cambre qu'empruntaient les Bénédictines de l'abbaye de La Cambre pour se rendre sur leurs terres. Jusqu’au début du XXe siècle, le chemin suivait, depuis l'ouest, la limite séparant les deux communes jusqu’à la hauteur de l’actuelle rue Georges Medaets. Là, il décrivait un coude et bifurquait vers le nord-est en direction du village de Woluwe-Saint-Lambert. Conformément à l’arrêté royal du 7 décembre 1925, la partie ouest de l’ancien chemin est élargie à douze mètres et est redressée jusqu’à l’actuelle rue Medaets, plus loin la rue est détournée vers l’est en direction de la rue Sombre, suivant le reste de la limite communale, qui passait jusqu’alors au milieu des pâtures. 
En 1955, les pouvoirs communaux décident de la création d’une zone de recul de cinq mètres sur le tronçon nouvellement créé à l'est, entre l'avenue du Val d’Or et la rue Sombre. Le dernier petit îlot à l'ouest, le plus ancien, limité par les rues du Duc et Martin, voit sa moitié passée au bulldozer dans les années 1960.

## Situation et accès
Le côté pair de la rue se situe sur le territoire de la commune de Woluwe-Saint-Lambert et le côté impair sur le territoire de la 
commune de Woluwe-Saint-Pierre.

## Inventaire régional des biens remarquables
Certains architectes ont à leur actif plusieurs de ces constructions, tels Raymond Decorte (nos 31 à 39, 63, 91, 95, 125 à 129, 153 et 159), Étienne Nève (nos 17 à 23 et 163), J.J. Rabosée (nos 97, 99, 101 et 151) et Francis De Kempeneer (nos 117 à 123). La rue compte également nombre d'immeubles à appartements, dont les plus récents sont les nos 149 (1991, architecte Philippe De Wagter), de style postmoderne, et 187-193 (1990, architecte Baudouin Courtens), avec huit pavillons en arrière bâtiment.